# Фрідріх-Вільгельм I
Фрі́дріх-Вільге́льм I (нім. Friedrich Wilhelm I.; 14 серпня 1688 — 31 травня 1740) — другий прусський король (1713—1740), маркграф Бранденбурзький, курфюрст Священної Римської імперії (1713—1740). Представник німецької династії Гогенцоллернів. Народився в Берліні, Пруссія. Син прусського герцога та короля Фрідріха I. Батько Фрідріха Великого. Перетворив Пруссію з другорядної держави на одну з найпотужніших країн Європи. Реорганізував державні фінанси, запровадив режим суворої економії. Впровадив жорстку дисципліну в органах державної влади. Реформував і збільшив прусську армію. Помер у Потсдамі, Пруссія. Похований в Потсдамській церкві миру. Прізвиська — «король-солдат» (нім. Soldatenkönig), «фельдфебель на троні».

## Біографія

### Дитинство
Фрідріх — Вільгельм народився 14 серпня 1688 р. у родині курфюрста Фрідріха III (згодом — короля Пруссії, що прийняв титул Фрідріха I) і його дружини — Софії Шарлоти. Це був їх третій син (двоє попередників Фрідріха-Вільгельма померли у дитинстві).
Дитина росла здоровою, життєрадісною, але галасливою і надзвичайно активною. Рудоволосий, як і більшість Гогенцоллернів, кронпринц був невеликого зросту, широкоплечий і кряжистий. Сильний від природи, він керував у дитячих іграх своїми численними кузенами. Відомий факт, що майбутній король Пруссії у дитинстві проявляв агресію до майбутнього короля Англії — Георга II, і ця дитяча ворожнеча, частково, стала причиною напружених англо-прусських стосунків у 1710–1740 роки.
Мати дуже любила Фрідріха-Вільгельма, вона поблажливо ставилася до будь-яких проявів синового норову. З батьком-курфюрстом стосунки були набагато складнішими. Витончений естет, Фрідріх III, мріяв виростити всебічно освіченого, чутливого і галантного спадкоємця. Проте принц цікавився найбільш «низинними» предметами — роботою каменярів і теслярів, годуванням коней, садівництвом і городництвом. Спеціально для маленького принца був влаштований город, де дитина залюбки вирощувала овочі для королівської кухні.
До французької мови, обов'язкової в середовищі європейської аристократії XVIII сторіччя, Фрідріх-Вільгельм відчував відразу. Гуманітарні знання також були йому нецікаві. Хлопчик виявляв здібності до математики, малювання, цікавився історією, мав непоганий музичний слух, проте, через свій упертий та агресивний характер, не зміг здобути належної освіти навіть у цих областях. Фрідріх-Вільгельм з дитинства був ревно релігійним і проніс відчуття любові до Бога через все своє життя.
Ще у дитинстві принц зацікавився армією. Виявляючи схильність до з'ясування деталей будь-якого явища, Фрідріх-Вільгельм цікавився побутом і звичаями казарми, кроєм форми, слухав розповіді солдатів про минулі битви. Світські манери, яким безрезультатно намагалися навчити його і батьки, і вихователь — граф Олександр фон Дона, принц не сприймав, оскільки вважав їх непотрібними.
У 1701 році батько Фрідріха-Вільгельма, курфюрст Фрідріх III, коронувався у Кенігсберзі як король Пруссії — Фрідріх I. Таким чином, тринадцятирічний кронпринц отримав новий титул.

### Юність

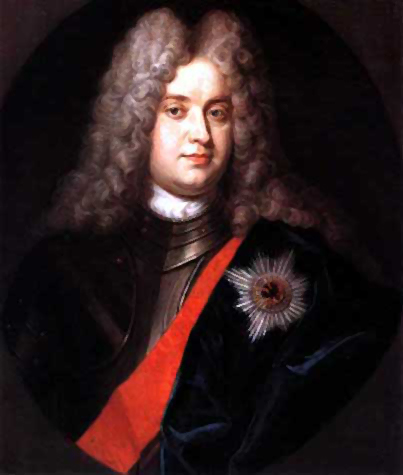
Юний Фрідріх-Вільгельм (1700)

1 лютого 1705 роки померла мати кронпринца — тридцятишестирічна королева Софія-Шарлотта. Фрідріх-Вільгельм важко пережив цю втрату. І без того складні стосунки із батьком, у цей період значно погіршали.
Влітку 1706 року Фрідріх I посватав своєму синові принцесу Софію Доротею Ганновер. Цей шлюб був хитрою політичною аферою, оскільки вже з'ясувалося, що Георг Ганновер, батько принцеси, може стати королем Англії. Принцеса Софія була вродливою — висока, статна, схильна до повноти, вона сподобалася принцові своєю «ґрунтовністю». Хоча не можна сказати, що спадкоємець прусського престолу переживав до своєї нареченої палкі почуття. У червні 1706 року, у Ганновері, відбулося заручення.
Після весілля принц виїхав у Нідерланди (де йшла Війна за іспанську спадщину), де служив у війську герцога Мальборо.
Після повернення до Берліна, Фрідріх-Вільгельм почав приділяти увагу питанням державного управління — він щодня був присутнім на засіданнях Державної ради. Улюбленим заняттям у цей період для нього стало полювання (для цього наново обладнано невеликий мисливський замок Вустерхаузен).
У 1709 році принц знову вирушає до розташування військ герцога Мальборо і бере участь у знаменитій битві під Мальплаком. У цьому ж році дружина Фрідріха-Вільгельма народила дочку Вільгельміну, майбутню маркграфиню Байрейтську. Двоє інших дітей, народжених у 1707 і 1708 роках, померли, ледве народившись. Смерть обох хлопчиків Фрідріх-Вільгельм переживав дуже гостро — його мрією була багатодітна сім'я. До своєї дружини принц ставився із повагою, проте, вважав, що її функція полягає тільки у народженні дітей.
Саме у цей період почалася довга і віддана дружба Фрідріха-Вільгельма із князем Леопольдом Ангальт-Дессауським. Молодих людей об'єднувала любов до війни, презирство до світських манер та гуманітарних знань. Навіть свого сина князь Леопольд волів не вчити наукам, бо вони абсолютно не потрібні справжньому воїнові.
24 січня 1712 року у Фрідріха-Вільгельма народився довгоочікуваний син-спадкоємець, який був хрещений ім'ям Карл-Фрідріх (майбутній Фрідріх Великий). У тому ж 1712 році майбутній король Пруссії познайомився із Петром I. Вольовий та жорсткий російський імператор справив колосальне враження на Фрідріха-Вільгельма. Згодом обидва монархи стали не тільки союзниками, але й друзями.

### Король Пруссії

#### Перші реформи
25 лютого 1713 року помер прусський король Фрідріх I. Влаштувавши батькові пишний і дорогий похорон, новий король вперше і востаннє проявив марнотратство. 5 березня 1713 року молодий король призначив комісію для перевірки Берлінського фінансового управління. Ревізія плавно перетворилась на показовий кримінальний процес над фінансовими чиновниками та постачальниками товарів до двору та державних установ.
Витрати на платню та пенсії придворних у перші шість днів королювання були скорочені з 276 до 55 тисяч талерів. Була розпущена палацова капела, звільнені усі камер-юнкери та пажі, з численних камергерів залишився один. Вина з палацових підвалів, породисті скакуни, численні срібні сервізи, меблі, люстри з заміських палаців та домів, що належали особисто королю, були розпродані, а запустілі будівлі здані в оренду. Король економив на всьому, включаючи власне життя та двір, доходячи в своїй ощадності до анекдотичності. Прикладом, він дуже любив поїсти в гостях у своїх підданих, навіть звичайних селян, перешивав ґудзики зі старого одягу. Пруссія
позбулася всіх колоній, які вона з XVII століття мала в Америці та Африці. На довгих 27 років ключовими словами в управлінні Пруссією стали — «контроль» та «економія».
У тому ж 1713 році Фрідріх Вільгельм I перебудував владні структури великих міст, таких, як Берлін, Кенігсберг та Штеттін. Міста отримували призначених королем штадт-президентів, військових і земельних палат, що одночасно ставали головами у даній провінції. Так, штадт-президент Кенігсберга ставав головою військової та земельної палат східної Пруссії. Штадт-президенти ставали також головними збиральниками «податківцями» та відповідальними за надходження їх до казни.
Доручивши таємному радникові Бартольді та голові королівського суду Штурму підготувати пропозиції щодо впорядкування юстиції та отримавши від тих узагальнені міркування король написав:
«Я нічого не розумію в процесуальних питаннях, але дуже добре розуміюся на законах країни. Місяць вже минув. Залишилося тільки одинадцять до дня, коли повинен бути складений Загальний звід законів для країни. Інакше пани Бартольді, Штурм і я опинимося в дуже складному становищі, і тоді не допоможуть жодні скарги. Я вас попереджаю. Час ще є. Краще зараз відмовитися від дрібних суддівських вигід, ніж потім впрягатися до угрузлого воза. На жаль, вимушений бути суворим, тому що неправий суд волає до неба. І якщо я не покращу юстицію, уся відповідальність ляже на мене. І тоді пани Бартольді та Штурм опиняться під судом першими. Вустергаузен, 30 березня 1713 року»
21 червня 1713 року були опубліковані королівські «Поправки та уточнення відносно юстиції». Вони стали основою для Загального зводу законів Пруссії. У цьому кодифікованому нормативно-правовому акті проголошувалася рівність усіх станів перед законом. Окремо усіляко засуджувалась «злочинна старанність» судів виносити вироки незаможним нібито задля захисту інтересів корони. Передбачалось покарання суддям, що дозволяли трактувати справедливість на користь влади.

#### Армія
В 1730 році король щиросердно сказав:
«Зійшовши на трон, я розпочав виконання плану: на бережливості та добрій економії створити найголовніше». 
Цим головнішим в Пруссії стала армія. Армія — єдине, задля чого Фрідріх Вільгельм I не жалкував ані фінансових, ані інших ресурсів. Так в 1717 році Фрідріх-Вільгельм I обміняв у саксонського курфюрста Августа Сильного коштовну колекцію китайської порцеляни, яку зібрав Фрідріх I, на драгунський полк повного складу.
Отримавши від батька військо загальною чисельністю 30 тисяч, Фрідріх-Вільгельм I звелів збільшити піхоту з 38 до 50 батальйонів, а кавалерію — з 53 до 60 ескадронів, одночасно збільшивши батальйон з 500 до 600, а ескадрон — зі 150 до 200 вояків. Вже через два роки загальна чисельність прусської армії становила 45 тисяч вояків, в тому числі 12 000 кавалеристів і 3000 артилеристів.
Після невдалої спроби покладення відповідальності за комплектацію армії на командирів частин та усунення цивільної влади, що призвело до насильницької рекрутчини та масової втечі юнаків, здебільше ремісничих професій, за кордон, і, як наслідок, до розладу ремісничого та мануфактурного виробництва, Фрідріх-Вільгельм I заборонив примусове рекрутування. Відтоді призову на військову службу підлягали лише юнаки, що не мали професії, та «бунтівні й розпусні» особистості, що не корилися волі працедавців, майстрів й сільських господарів. Але, внаслідок такого довільного формулювання, зловживання при призові на військову службу в прусську армію стали звичайним явищем, як за Фрідріха Вільгельма I, так і за його наступників. Дещо покращив стан введений в 1733 році указом короля «Кантональний регламент», яким регулювалися правила військової повинності та згідно з яким за кожною пожежною округою — кантоном був закріплений командир визначеної частини, який набирав в ньому рекрутів. «Кантональний регламент» проголосив «всіх жителів держави» від 18 до 40 років «народженими для зброї», таким чином ставши першим у тогочасній Європі передвісником введення загальної військової повинності. Також дуже поширеним було вербування до прусської армії іноземних найманців.
Завдяки цим заходам наприкінці правління Фрідріха Вільгельма I чисельність прусської армії становила 75 тисяч вояків, з яких 25 тисяч були іноземцями. Витрати на армію зросли вдвічі з 2,4 млн талерів в 1713 році до 4,8 млн талерів в 1740 році.
Справжньою пристрастю Фрідріха Вільгельма I були височезні вояки, тому на їх рекрутування по всій Німеччині не шкодувалося ані королівських коштів, ані часу та хитрощів вербувальників. Високих рекрутів отримував король і в подарунок від інших монархів Європи.

## Родина
Дружина — Софія Доротея Ганноверська
Діти:
- Вільгельміна (1709-1758) — маркграфиня Байрейту
- Фрідріх II (1712-1786) — король Пруссії
- Фредеріка-Луїза (1714-1784) — дружина Карла Вільгельма Фрідріха, маркграфа Бранденбург-Ансбаху
- Філіппіна Шарлотта (1716-1801) — дружина Карла I Брауншвейг-Вольфенбюттенським
- Софія Доротея Марія (1719-1765) — дружина Фрідріха Вільгельма Брандендург-Шведтського
- Луїза Ульріка(1720-1782) — дружина короля Швеції Адольфа Фредеріка
- Август Вільгельм (1722-1758) — одружений з Луїзою Амалією Брауншвейг-Вольфенбюттельською
- Анна Амалія (1723-1787) — абатиса Кведлінбурзького абатства
- Генріх (1726-1802) — одружений з Вільгельміною Гессен-Кассельською
- Август Фердінанд (1730-1813) — одружений з Луїзою Бранденбурн-Шведтською

## Нагороди
- 1713: Орден Чорного орла (як засновник Ордена)